# Мито (Авелино)
Мито је насеље у Италији у округу Авелино, региону Кампанија.
Према процени из 2011. у насељу је живело 29 становника. Насеље се налази на надморској висини од 554 м.